# Диизопропилфторфосфат
Диизопропилфторфосфа́т (сокр. ДФФ) — фосфорорганическое соединение,
диизопропиловый эфир фторфосфоновой кислоты, чрезвычайно токсичен (высокотоксичен при пероральном приёме), является нейротоксином, эталонный ингибитор холинэстеразы, изначально синтезирован в качестве потенциального БОВ, обладающего нервно-паралитическим действием, однако, так и не был принят на вооружение, применялся как инсектицид.

## История
Впервые диалкилфторфосфаты были получены и описаны В.Ланге и его студентом фон Крюгер в 1932 году. Диизопропилфторфосфат синтезирован в 1938 году Шрадером и независимо в 1941 году англичанином Сондерсом. Вскоре были найдены инсектицидные свойства.

## Синтез
ДФФ синтезируют из изопропанола, который взаимодействует с трихлоридом фосфора. Образовавшийся диизопропилфосфит хлорируют и вытесняют атом хлора фтором.

## Физико-химические свойства
Представляет собой бесцветную прозрачную маслянистую жидкость со слабым фруктовым запахом, ограничено растворимую в воде, лучше в органических растворителях. Водный раствор ДФФ медленно гидролизуется по уравнению:
{\displaystyle {\ce {[(CH3)2CHO]2P(O)F + H2O -> [(CH3)2CHO]2P(O)2H + HF}}}.
В результате образуется диизопропилфосфоновая и фтороводородная кислота. В водных растворах щелочей и аммиака скорость гидролиза увеличивается.

## Применение
Изначально ДФФ планировали использовать в качестве нервно-паралитического ОВ.

### В качестве инсектицида
ДФФ применялся как контактный инсектицид под торговым названием «дифлос», несмотря на эффективность против вредных насекомых из-за высокой токсичности для теплокровных животных (токсичность обусловлена фторидом) его сняли с производства. LD50 для домашней мухи 15 мг/г.

### В фармакологии и медицине
Диизопропилфторфосфат является парасимпатомиметическим препаратом, необратимым антихолинэстеразным средством, и использовался в офтальмологии в качестве миотического средства при лечении хронической глаукомы, в качестве миотического средства в ветеринарии и в качестве экспериментального средства в неврологии из-за его ингибирующих ацетилхолинэстеразу свойств и способности вызывать отсроченную периферическую невропатию. Однако ввиду его чрезвычайно высокой токсичности использование ограничено. В России ДФФ не входит в список препаратов, используемых в лечении глаукомы и запрещён.

## Токсикология
СДЯВ с ярко выраженным нервно-паралитическим действием. Диизопропилфторфосфат уже в концентрациях 10−3 мг/л вызывает стойкое многодневное сужение зрачков; количества, превышающие 5·103 мг/л; приводят к явлениям отравления, следующим за миозом.
Признаки отравления типичные для ФОС: головная боль, сужение зрачков, тошнота, бронхоспазм, брадикардия, снижение артериального давления, приступы судорог, перерастающие в паралич. Поражает дыхательный, сердечной деятельности и сосудвигательный центры, вследствие этого наступает смерть. Антидотом при отравлении ДФФ является — атропин.
LD50 для некоторых животных приведены в таблице
| Организм                | LD50      |
| ----------------------- | --------- |
| белые мыши (перорально) | 36 мг/кг  |
| кролики (перорально)    | 9,8 мг/кг |
| обезьяны (внутривенно)  | 0,3 мг/кг |

### Механизм ингибирования
Молекулы ДФФ обладают изостерическим эффектом, то есть структурно схожи с субстратами холинэстераз, в особенности ацетилхолинэстеразы. Механизм ингибирования основан на связывании молекул ДФФ с OH-группой остатка серина в активном центре фермента. Так как образовавшийся диизопропилфосфосерин гораздо прочнее ацетилсерина и распадается очень медленно, активный центр фермента надолго выводится из строя. Это и аналогичные ему соединения образуют большую группу так называемых нервных ядов, ибо, приостанавливая гидролиз ацетилхолина, они резко нарушают деятельность нервной системы. Помимо холинэстераз ДФФ ингибирует все сериновые протеазы к которым относится химотрипсин, а также фосфоглюкомутазу, строение активного центра, которого было определено с помощью данного вещества.

### Безопасность
ДФФ относится к I (высшему) классу опасности. Защитой от ДФФ является противогаз.